# Zjuravli

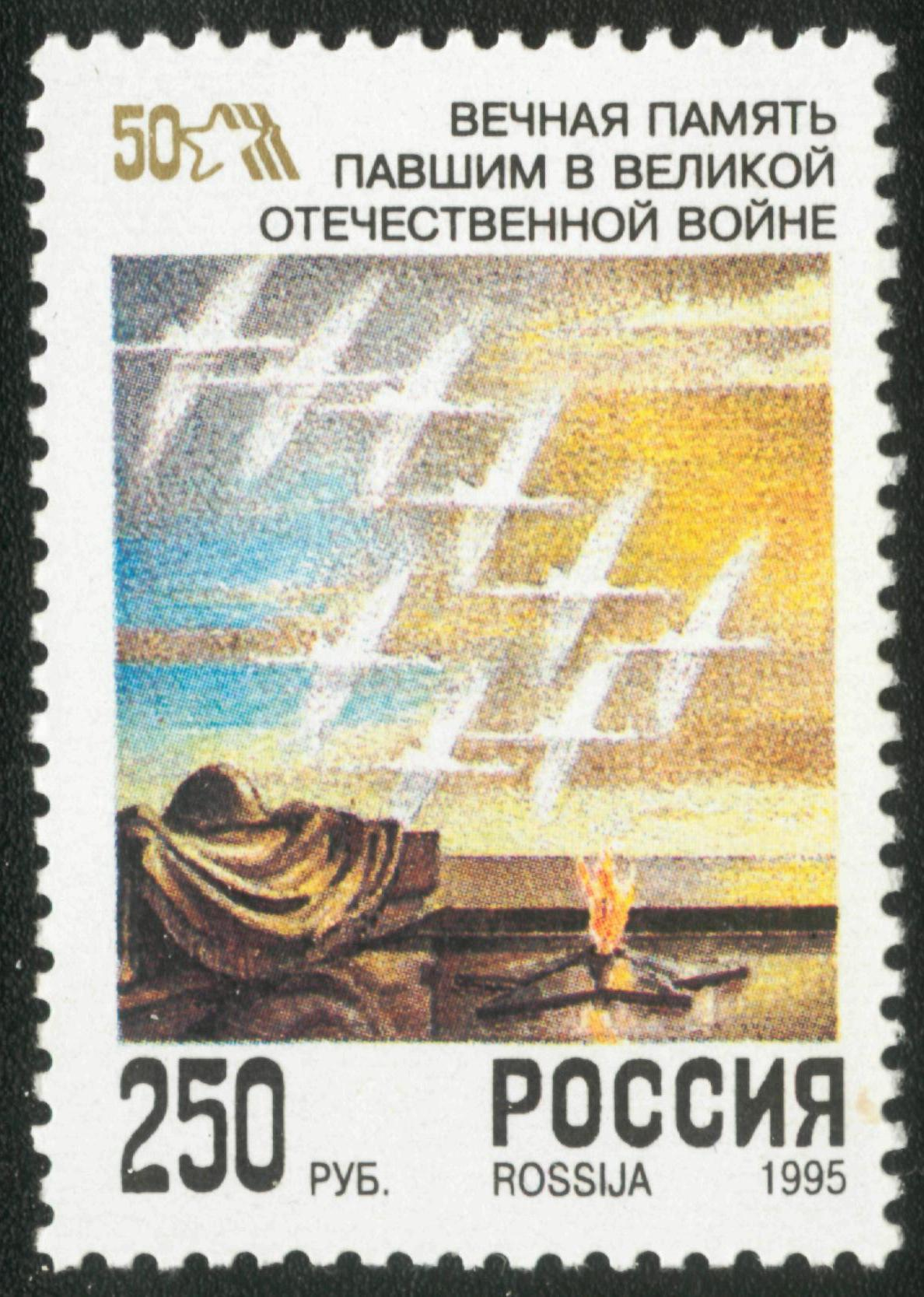
Ryskt frimärke utgivet till minnet av segern i det Stora fosterländska kriget. De stiliserade tranorna illustrerar dikten och sången "Zjuravli". Nedanför återges den okände soldatens grav i Moskva.

Zjuravli (ry: Журавли́), "tranorna" är en av de mest välkända ryska sångerna om det Stora fosterländska kriget. 

## Tillkomst
Sången bygger på en dikt skriven 1968 av den dagestanske poeten Razul Gamzatov efter ett besök vid fredsmonumentet i Hiroshima och minnesmärket över Sadako Sasaki. Den översattes från avariska till ryska av den ryske poeten Naum Grebev. Översättningen publicerades i Novyj Mir 1969 och kom att uppmärksammas av sångaren Mark Bernes. Han reviderade lyriken och bad Jan Frenkel komponera musik till den nya texten. Sången spelades in på sommaren samma år.

## Text
Det är sångens första stycke som är det mest kända:
"Ibland tror jag att soldaterna
Som aldrig kom hem från de blodiga slagfälten
Inte är begravda i den kalla jorden
Utan är förvandlade till vita tranor." 

## Stora fosterländska kriget

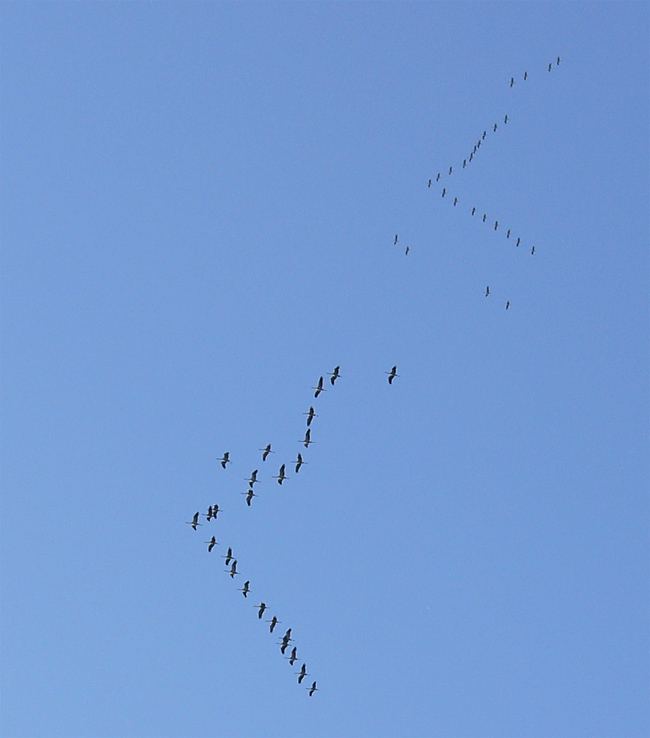
Det finns en lucka i tranornas plog ...

Bernes som var sjuk i lungcancer kände att dikten och den nyinspelade sången berörde honom själv: "Det finns en lucka i tranornas plog. En dag kommer jag att förena mig med dem och från himlen kommer jag att ropa ner till er som jag lämnat på jorden." En månad senare dog han och sången spelades på hans begravning. Senare har sången och de vita tranorna kommit att förknippas med de stupade soldaterna från kriget och många minnesmonument har utformats med tranor och med delar av diktens och sångens text.